# Puntos sin y shin
| Punto Sin/ Shin                                                                                           |         |
| שׁ שֹ |         |
| AFI | s, ʃ    |
| Transliteración                                                                                           | s, ʃ    |
| Unicode de Sin                                                                                            | U+05C2  |
| Unicode de Shin                                                                                           | U+05C1  |
| Ejemplo de Sin                                                                                            | así     |
| Ejemplo de Shin                                                                                           | sheriff |
| Muestra de Sin                                                                                            |         |
| יִשְׂרָאֵל |         |
| La palabra Israel en hebreo (yis'ʁa'ʔel). El punto situado en el brazo izquierdo de Shin es el Punto Sin. |         |
| Muestra de Shin                                                                                           |         |
| יֵשׁ |         |
| El sintagma Ahí hay en hebreo (yesh). El punto situado en el brazo derecho de Shin es el Punto Shin.      |         |
| Otros Niquds                                                                                              |         |
| Sheva·Hiriq·Zeire·Segol·Pataj·Kamatz·Holam·Daguesh·Mappiq·Shuruk·Kubutz·Rafe·Punto Sin/Shin               |         |

El Punto de Sin y el Punto Shin, son dos tipos puntuación, representantes de consonantes sibilantes, que se sitúan sobre los extremos superiores de la letra hebrea Shin (ש), respectivamente, en el izquierdo y en el derecho.

## Ortografía
En palabras en las que la letra Shin sea repetida dos veces de manera continua, siempre se sitúa el punto Sin o Shin en el primero, y se deja el segundo sin puntuación. Por ejemplo, יִשָּׂשכָר, Yis'ssacaʁ (Isacar), tiene solamente un punto Sin en la primera letra.
- Datos: Q109423885